# Politique en Israël
La politique en Israël s'exerce dans le cadre d'une démocratie parlementaire sans constitution mais dont les règles sont formalisées par des lois fondamentales. La vie politique a été marquée par les conflits avec les pays arabes puis depuis la première intifada avec les Palestiniens.

## Institutions

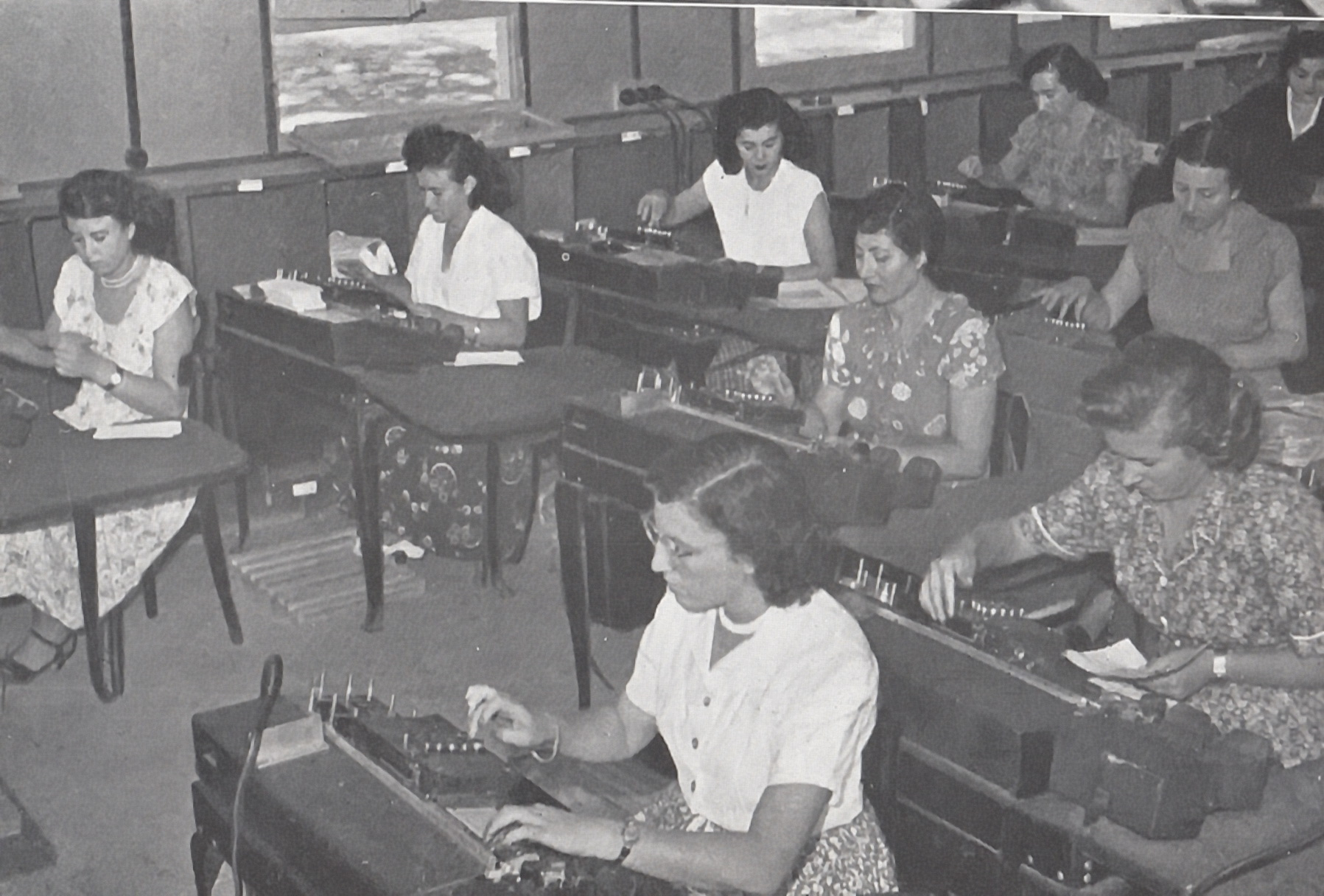
Préparations pour la seconde élection (±1951)

### Organisation des pouvoirs
Israël n'a pas de constitution écrite : la déclaration d’indépendance le 14 mai 1948 prévoyait qu’elle serait rédigée avant le 1er octobre suivant mais la Knesset ne l’a jamais rédigée. Israël est un des quatre pays au monde à ne pas disposer de constitution ; Ben Gourion avait déclaré à ce propos qu’« Israël ne peut agir selon les pratiques conventionnelles ». Un amendement, la décision Harari, est néanmoins voté qui prévoit que la constitution sera rédigée chapitre par chapitre, progressivement. Les premières lois définissant les droits fondamentaux n’ont été votée qu’en 1992 ; depuis que la cour suprême d'Israël s’est érigée en gardien du contrôle de constitutionnalité, ce processus d’élaboration de la Constitution s’est arrêté.
Devant la difficulté de rédiger une constitution malgré toutes les tentatives, quinze lois fondamentales ont été votées et font office de socle de l'éventuelle constitution. Les fonctions du gouvernement sont basées sur les lois de la Knesset, sur les conventions constitutionnelles et sur la Déclaration d'indépendance de l'État d'Israël.
Israël est une démocratie parlementaire,. La séparation des pouvoirs est assurée de la façon suivante :
- le pouvoir législatif est détenu par les 120 députés du Parlement israélien, la Knesset. Les élections parlementaires ont lieu tous les quatre ans, mais la Knesset peut se dissoudre entre-temps si une majorité de parlementaires le décide. Le Président d'Israël, doté de peu de pouvoirs, est élu par la Knesset pour un mandat de sept ans non renouvelable ;
- le pouvoir exécutif est assuré par le Premier ministre, qui est le dirigeant du parti ou de la coalition majoritaire au Parlement et qui forme son gouvernement en nommant ses ministres ;
- le pouvoir judiciaire est aux mains des juges de la Cour suprême, qui siègent jusqu'à l'âge de 70 ans. Les 15 juges sont nommés par une commission de neuf membres dont trois juges, quatre personnalités politiques et deux avocats. Dans la pratique, cette commission désigne automatiquement les candidats choisis par les juges eux-mêmes. Ces dernières années, les invalidations de propositions de lois par la Cour suprême ont provoqué de plus en plus de demandes de limitations de ses pouvoirs, et de changements de la façon dont ses membres sont nommés[6].

### Fonctionnement
Israël est sous état d'urgence permanent depuis 1948.
Les coalitions parlementaires à la Knesset sont souvent instables. Ces coalitions peuvent être difficiles à former et à maintenir en raison du grand nombre de partis pouvant en faire partie et dont les politiques peuvent être radicalement différentes. Calqué sur les institutions du mouvement sioniste qui ont abouti à la création de l'État, le parlement israélien est élu à la proportionnelle pour respecter les diverses sensibilités. Ce mode de scrutin est fondamental pour l'unité d'un pays dont les habitants sont issus d'horizons très divers, mais il accentue l'instabilité et renforce l'influence politique de minorités essentielles aux coalitions.
En 2022, son indice de démocratie la place 29e parmi 167 pays.

### Minorités
Si plusieurs partis représentent les Arabes israéliens à la Knesset, les habitants des territoires occupés n'y sont pas représentés. Depuis les accords d’Oslo, ils sont représentés par l'Autorité palestinienne.
Selon l'historienne Suzanne Schneider, Israël se caractérise de par son état d’inégalité permanente entre ses citoyens, selon qu’ils sont juifs ou arabes.

### Contrôle de constitutionnalité
Depuis l’adoption en 1992 des premières lois définissant les droits fondamentaux, a eu lieu ce qui est parfois qualifié de « révolution constitutionnelle ». Dans un arrêt de 1995 (l’arrêt Bank Mizrahi), la cour suprême d'Israël a validé la hiérarchie qui place les lois fondamentales au-dessus des autres lois. Elle s’est attribuée le pouvoir de contrôle constitutionnel à partir de ce moment-là. Bien que prudente, pour répondre aux requêtes qui lui sont présentées, elle a dû faire œuvre d’interprétation créative. Par exemple quand on lui demande de protéger qui ne sont pas encore présents dans les lois fondamentales, elle considère si ce droit fait partie du droit à la dignité (qui lui est reconnu dans une des lois fondamentales de 1992), pour défendre l’égalité, le droit à l’éducation ou la liberté d'expression.

## Politique intérieure

### Thèmes centraux de la politique israélienne

Système politique d'Israël simplifié. Le président, qui choisit le Premier ministre, est élu par le Parlement. Le Premier ministre doit ensuite obtenir la confiance du Parlement.

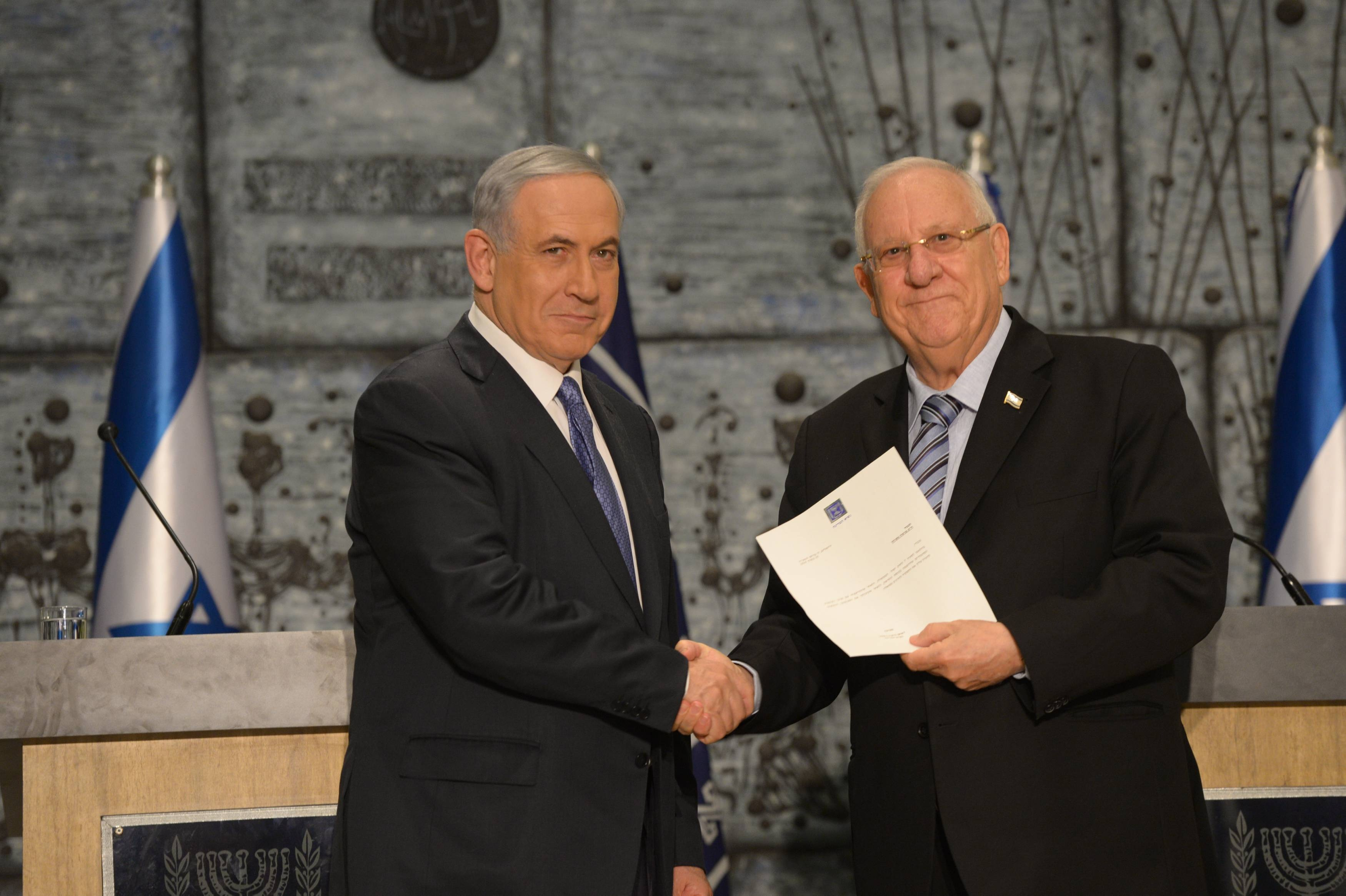
Le président Reuven Rivlin avec le document qui reconduit le Premier ministre Benyamin Netanyahou dans ses fonctions.

Les partis politiques se positionnent par rapport à leur point de vue sur les questions suivantes [réf. nécessaire] :
- question de l'identité israélienne (notamment par rapport au sionisme, au type de société souhaitée et aux questions religieuses et ethniques) ;
- question de la Paix avec les pays voisins arabes et de la Question palestinienne ;
- question de la sécurité et de la lutte anti-terroriste ;
- question des implantations en Cisjordanie ;
- déséquilibres socio-économiques ;
- défis militaires ;
- immigration juive ;
- question de lutte contre l'antisémitisme dans le monde.

Si les différences entre gauche et droite en Israël portent initialement sur les questions économiques et sociales, depuis la guerre des Six Jours, ces différences s'articulent principalement sur la question du conflit israélo-arabe, notamment vis-à-vis des colonies et de la résolution du conflit avec la Palestine. La droite est pour une politique dure à l'égard des Arabes, tandis que la gauche est favorable à des négociations. L'extrême gauche, marginale, désigne les antisionistes et les partis arabes, tandis que l'extrême droite désigne les organisations préconisant la méfiance à l'égard des Arabes et étant favorables à la colonisation, voire partisanes de l'émigration des Arabes vers d'autres pays,.
Aux élections législatives de 2022, le parti travailliste n'obtient que quatre sièges et le Meretz aucun, ce qui amène ces deux partis à fusionner en 2024 dans le parti des Démocrates pour tenter d'éviter aux prochaines élections une totale disparition de la Knesset.

### Débat public
Les organes de presse israéliens sont contraints de soumettre au censeur militaire pour examen tout article en rapport avec les « questions de sécurité ». En 2024, 1 635 articles ont été totalement interdits à la publication et 6 265 l'ont été partiellement, soit 21 reportages censurés chaque jour en moyenne.
La censure s'exerce également dans le cinéma et les milieux artistiques. Le gouvernement tend à censurer ce qui a trait aux crimes commis par l’État au moment de sa création, à l'occupation de la Cisjordanie et, plus largement, au peuple palestinien.

### Partis
Depuis les années 1970, les deux plus grands partis sont le Likoud et le Parti travailliste israélien auxquels est venu s'ajouter le parti centriste, Kadima. Cependant, ils ne recueillent pas assez de voix pour être majoritaires au Parlement et gouverner seuls. Ils forment alors des coalitions avec les petits partis tels que le Shas, un parti orthodoxe séfarade en faveur de grandes dépenses sociales ; Judaïsme unifié de la Torah, le parti unifié des ultra-orthodoxes ashkénazes qui se préoccupe essentiellement des étudiants en yechiva ; le Shinouï, un parti laïc libéral opposé au Shass, qui tente de diminuer les dépenses sociales; HaIhoud HaLeumi (Union nationale), un parti d'extrême droite soutenant le transfert volontaire des Palestiniens dans les pays arabes ; le Mafdal - le parti national religieux, représentant le courant religieux sioniste (kipot srugot) ; et Meretz, un parti social-démocrate qui soutient parfois la cause palestinienne. Tous les gouvernements ont jusqu'en juin 2021 évité de former une coalition avec les partis représentant la minorité arabe : le parti communiste Hadash (issu d'une scission du défunt Parti Communiste israélien), le parti nationaliste panarabe Balad d'Azmi Bishara, ou les islamistes de la Liste arabe unie. Toutefois, en juin 2021, Mansour Abbas accepte de participer au gouvernement Bennett-Lapid.
Les partis de gauche ont dominé les élections israéliennes jusqu'en 1974, date à laquelle le parti travailliste a commencé à perdre de sa popularité, à la suite de la guerre du Kippour. L'année 1977 marque le début de l'omniprésence de la droite dans la politique israélienne, avec l'accession au poste de Premier ministre de Menahem Begin, chef historique du Likoud. Puis, le Likoud a continué à former la plupart des gouvernements, parfois en coalition avec son rival, le parti travailliste, à l'exception des coalitions Parti travailliste-Meretz entre 1992-1996 et 1999-2001.

#### Autres partis ayant approché ou dépassé 1% des voix ces dernières années
- HaYerukim : « Les Verts », parti écologiste, représenté au conseil municipal de Tel Aviv mais pas au parlement.
- Ale Yarok : parti pour la légalisation du cannabis, non représenté au parlement.
- Hérout : parti d'extrême-droite dirigé par l'ancien député Michaël Kleiner, à l'origine fondé en 1999 par Benny Begin, et reprenant le nom historique du Likoud avant son unification avec le parti libéral en 1973.

À la fin de 2005, à la suite des tensions au sein du Likoud au sujet du plan de désengagement de Gaza, Ariel Sharon, alors premier ministre et président du Likoud, décide de quitter le parti avec plus du tiers des députés et de fonder un nouveau mouvement centriste appelé Kadima. Plusieurs éléments centraux du parti travailliste, tels Shimon Peres ou Haïm Ramon, le rejoignent ainsi que plusieurs personnalités. Malgré la disparition soudaine d'Ariel Sharon de la vie politique et les lourdes affaires de corruption qui menacent de nombreux membres du nouveau parti, Kadima remporte les élections législatives en 2006.
De 2006 à 2009, Ehud Olmert, membre du Kadima et maire de Jérusalem de 1993 à 2003, occupe le poste de Premier ministre. Benyamin Netanyahou (Likoud) lui succède le 1er avril 2009.

### Élections les plus récentes
- 2006 : élections législatives
- 2007 : élection présidentielle
- 2009 : élections législatives
- 2013 : élections législatives
- 2014 : élection présidentielle
- 2015 : élections législatives
- avril 2019 : élections législatives
- septembre 2019 : élections législatives
- 2020 : élections législatives
- 2021 : élections législatives
- 2021 : élection présidentielle ;
- 2022 : élections législatives.

### Composition de la Knesset
La composition de la Knesset est marquée par le système électoral israélien qui est fondé sur la proportionnelle intégrale, qui favorise la constitution de multiples listes de partis n'obtenant le plus souvent que peu de sièges et rend difficile la constitution de majorité de gouvernement.

## Politique extérieure

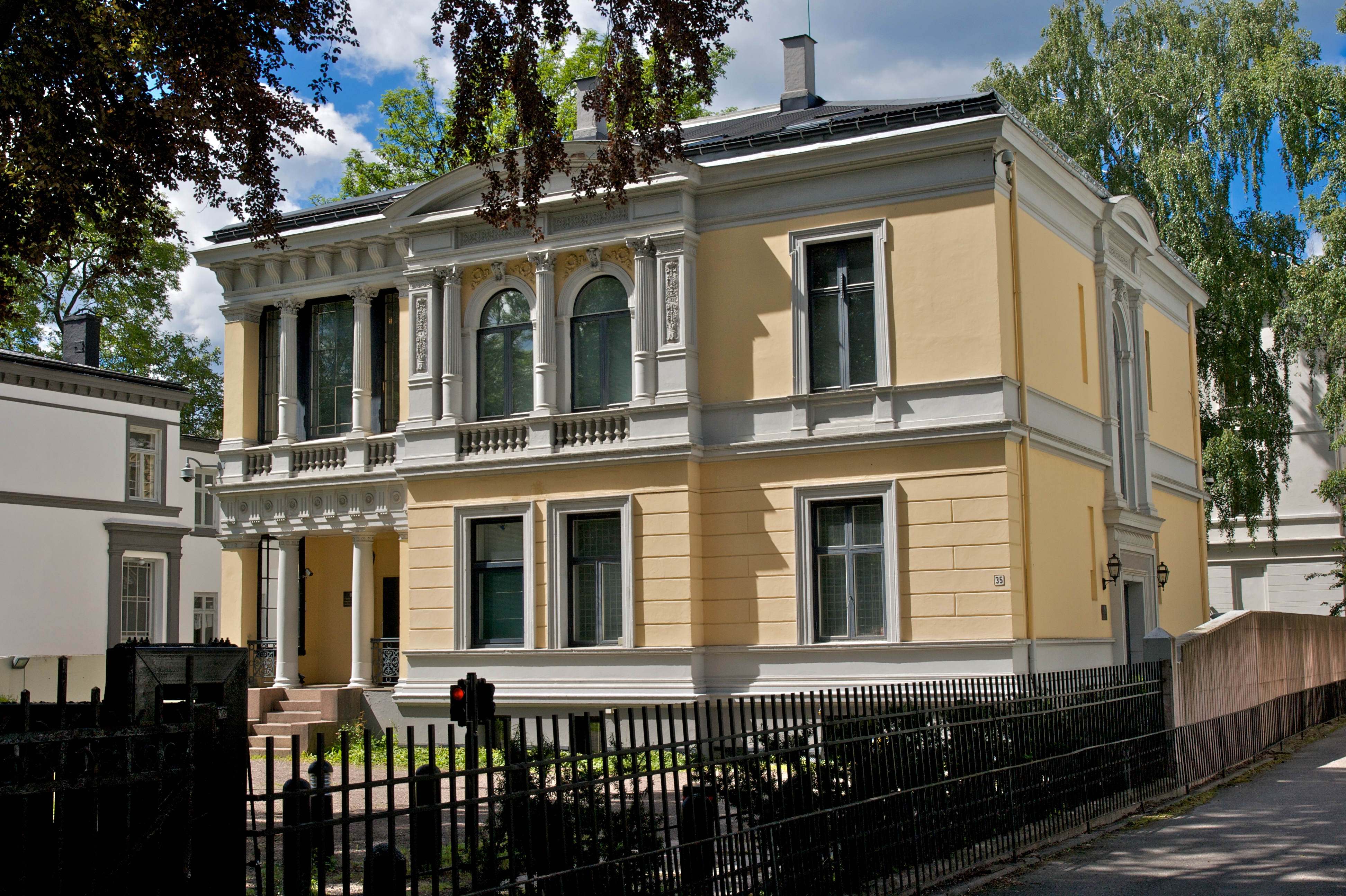
Ambassade en Norvège.

- Relations entre Israël et la Turquie
- Relations entre la France et Israël
- Relations entre les États-Unis et Israël
- Relations entre l'Allemagne et Israël